# San Paolo Albanese
San Paolo Albanese (Shën Palji in arbëresh, fino al 1863 Casalnuovo, dal 1863 al 1936 San Paolo Albanese, dal 1936 al 1962 Casalnuovo Lucano) è un comune italiano di 212 abitanti della provincia di Potenza in Basilicata.

## Geografia
È situato ad un'altitudine di 843 metri s.l.m sul declivio del Monte Carnara (1284 m s.l.m.). Nato da coloni albanesi nel XVI secolo, per scampare alla dominazione turca in Albania, difende il patrimonio linguistico d'appartenenza, l'arbëresh, e quello religioso, il rito bizantino, degli antenati.
È il comune più piccolo della Basilicata per numero di abitanti.

## Storia
Le origini di San Paolo Albanese risalgono intorno al 1534.
In un documento del 1541 compare per la prima volta il toponimo di Santo Paulo.
Fino alla prima metà del XIX secolo ebbe il nome di Casalnuovo di Noya e dal 27 maggio 1863 prese il nome San Paolo Albanese.
Durante il periodo fascista, esattamente in data 29 luglio 1936, assunse, temporaneamente, il nome di Casalnuovo Lucano.
Con D.P.R. n. 78/1962 prese, in modo definitivo in data 28 marzo 1962, il nome di San Paolo Albanese.
Le origini del più piccolo paese della Basilicata, di etnia arbëreshe, sono avvolte da miti e leggende.  Secondo la tradizione storiografica, più comunemente accreditata, sembra che i suoi Capitoli siano da collegarsi ad avvenimenti successivi alla caduta di Costantinopoli nel 1453, la morte di Skanderbeg nel 1468 ed, in particolare, alla conseguente e successiva conquista del territorio di Korone, ad opera di Solimano I, il Magnifico, intorno al 1532. Nel 1534 Lazzaro Mattes, “avendo ottenuto da Carlo V de possedere, costruire et fare casali nel Regno di Napoli con condicione di vassalli, ma fossero franchi essi et loro discendenti da ogni pagamento fiscale, tanto ordinario che straordinario”, fondava in territorio lucano anche questo paese.
Se guardiamo con occhio indagatore i territori aridi e impervi concessi ai profughi decade il mito di una fuga di nobili, costretti a lasciare la terra natia per non sottostare al giogo del Turco invasore e si fa strada la storia della migrazione di intere famiglie, che hanno portato masserizie, affetti, ricordi, bisogni e valori umani e che hanno abitato e lavorato la nuova terra, continuando a far germogliare vite, speranze, attività e cultura, mantenendo rapporti strettissimi con altri profughi, anche se abitanti in territori lontani.
Dedite inizialmente quasi solo alla pastorizia, si sono fermate ed hanno costruito i loro insediamenti, le loro case, segnando i luoghi, il paesaggio.
Questo attaccamento consente ancora oggi di usare tra arbëreshë l’espressione "Gjaku ynë i shprishur" “Il nostro sangue sparso”.
I legami strettissimi tra “gente dello stesso sangue” e le tradizioni “diverse” hanno impedito matrimoni misti fino alla prima metà dell’Ottocento, in questa Comunità è datato 1824 il primo matrimonio misto (una donna esce dalla comunità), bisognerà attendere altri ventuno anni, 1845, per avere un matrimonio in “viri linea”.
Vissuti, per quasi cinque secoli, in totale isolamento, gli arbëreshë stabilitisi a San Paolo Albanese mantengono attuali le singolari ed autentiche tradizioni, gli usi, i costumi, la lingua, il rito religioso greco-bizantino, le feste popolari, i resti materiali, gli ambienti naturali ed umani, la memoria, le radici, l’identità. Nel mantenimento della loro diversità un ruolo forte l’hanno giocato proprio le condizioni di minoranza etnica, di marginalità geografica e di isolamento socioeconomico, cui sono stati destinati, costretti. Si sono sommate, poi, le ragioni di una cultura agro-pastorale, materiale, “analfabeta”.
Nel territorio del Parco Nazionale del Pollino la minoranza etnico-linguistica di San Paolo Albanese è, oggi, una risorsa culturale unica e irripetibile; è, nell’area protetta più grande d’Europa, una emergenza, rilevante al pari degli eccezionali valori naturali e scientifici del pino loricato, la rarità botanica simbolo del Parco.
Elementi strutturali della cultura arbëreshe delle origini sono ancora presenti nella Comunità: vatra (il focolare), gjitunia (il vicinato), ndera (l’onorabilità) e besa (il rispetto dell’impegno preso), quest’ultimo, secondo la nostra tradizione, trascende anche la morte. Racconta un canto che Costantino, morto, al rimprovero della madre per non aver mantenuto besën, la parola data, di riportarle la figlia, Doruntina, nella gioia o nel dolore, travalica il regno della morte, per il tempo sufficiente a mantenere la promessa fatta. Il filo conduttore di questo canto è stato ripreso, in tempi moderni, da Ismail Kadarè in “Chi ha riportato Doruntina?”
Ad oggi la comunità arbëreshe di San Paolo Albanese è una piccolissima minoranza etnico-linguistica di origine albanese che mantiene attuali le singolari ed autentiche tradizioni, gli usi, gli abiti e i costumi (ci sono ancora donne che indossano l’abito tradizionale), la lingua arbëreshe (tramandata oralmente e sempre in uso nelle conversazioni informali), il rito religioso greco-bizantino, le feste popolari, i resti materiali, gli ambienti naturali ed umani, la memoria, le radici, l’identità.

### Simboli
Lo stemma e il gonfalone sono stati concessi con decreto del presidente della Repubblica del 16 novembre 1988.
Sullo sfondo azzurro dello stemma è raffigurato san Paolo in maestà, vestito con una toga rossa, nell'atto di trattenere, con una mano, una spada d'argento; il santo, posto su una pianura di verde, è sovrastato dalla scritta, in lettere maiuscole dorate, università di casalnovo.
Il gonfalone è un drappo partito di rosso e di bianco.

## Monumenti e luoghi d'interesse

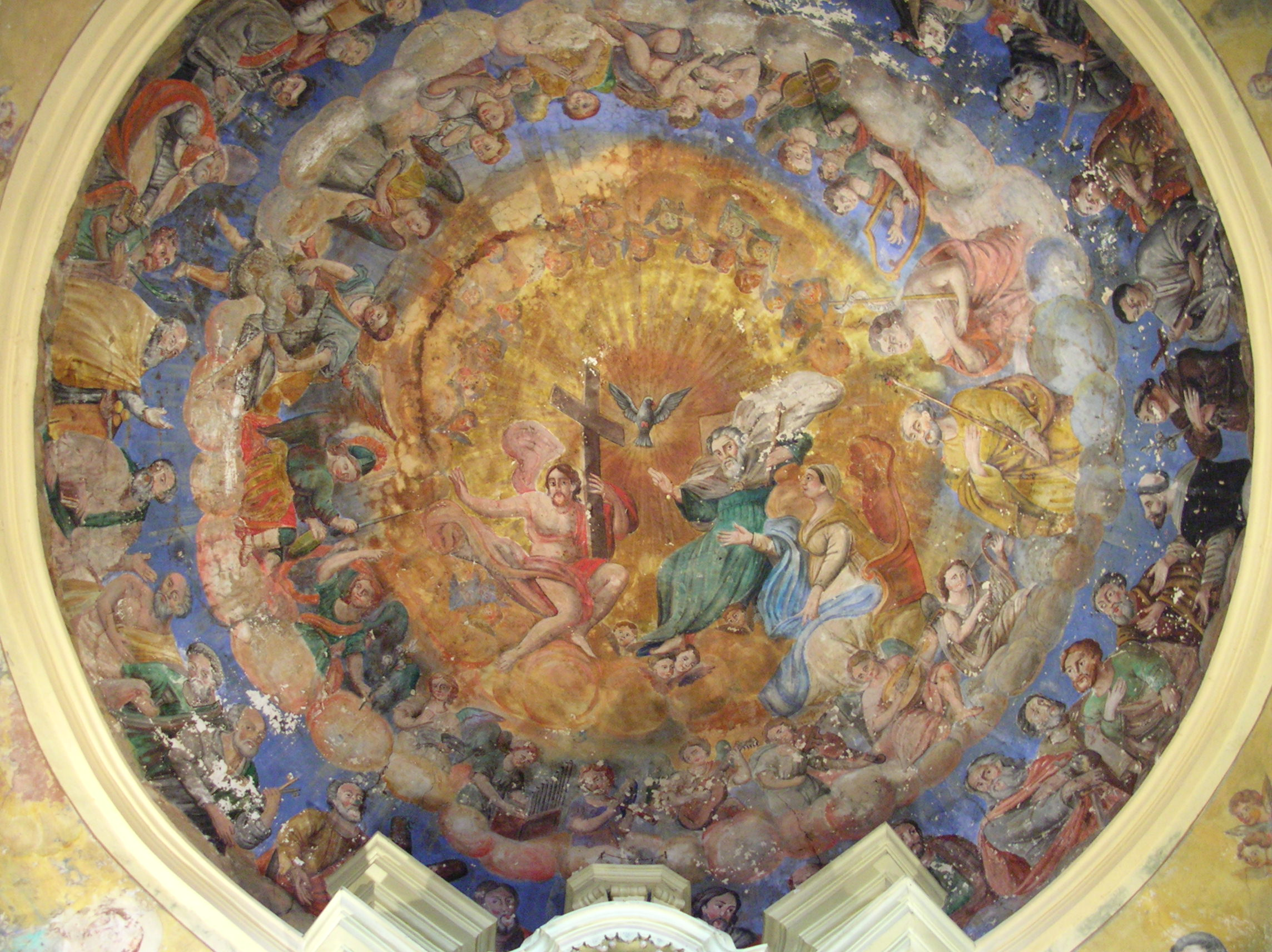
Interno chiesa San Rocco di San Paolo Albanese Volta con affresco del Giudizio Universale di autore sconosciuto

- La chiesa cattolica di rito greco-bizantino Esaltazione Santa Croce del 1721 in Piazza Vittorio Veneto (40°02′10.44″N 16°20′04.72″E). Oggi, la chiesa si presenta ben adatta al rito greco-bizantino anche se è visibile la precedente struttura di rito latino.
- Chiesa San Rocco del 1614 in Piazza San Rocco (40.037685°N 16.335791°E)
- Cappella di San Francesco in Contrada San Francesco
- Piazza Skanderbeg (40.035991°N 16.334069°E)
- Palazzo Smilari in Piazza Vittorio Veneto (40.036316°N 16.334704°E)
- Museo della Cultura Arbëreshe in Via Regina Margherita, 15 (40.03632°N 16.334986°E)
- Bosco Capillo
- Monte Carnara

### Il rito greco-bizantino
Successivamente al Concilio di Trento (1545-63) e all’applicazione dei decreti, le comunità albanesi vengono assoggettate alla giurisdizione dei Vescovi latini, costrette a rinunciare ai “privilegi” ottenuti dai precedenti pontefici, accusate di eresia, laddove, si tratta di legittime consuetudini della liturgia orientale. Fino a questo momento, infatti, il vescovo di Ocrida nominava un metropolita d’Italia, residente ad Agrigento, in comunione con il Papa, al quale veniva riconosciuta piena libertà per quanto concerneva l’esercizio pastorale sui fedeli delle comunità albanesi.

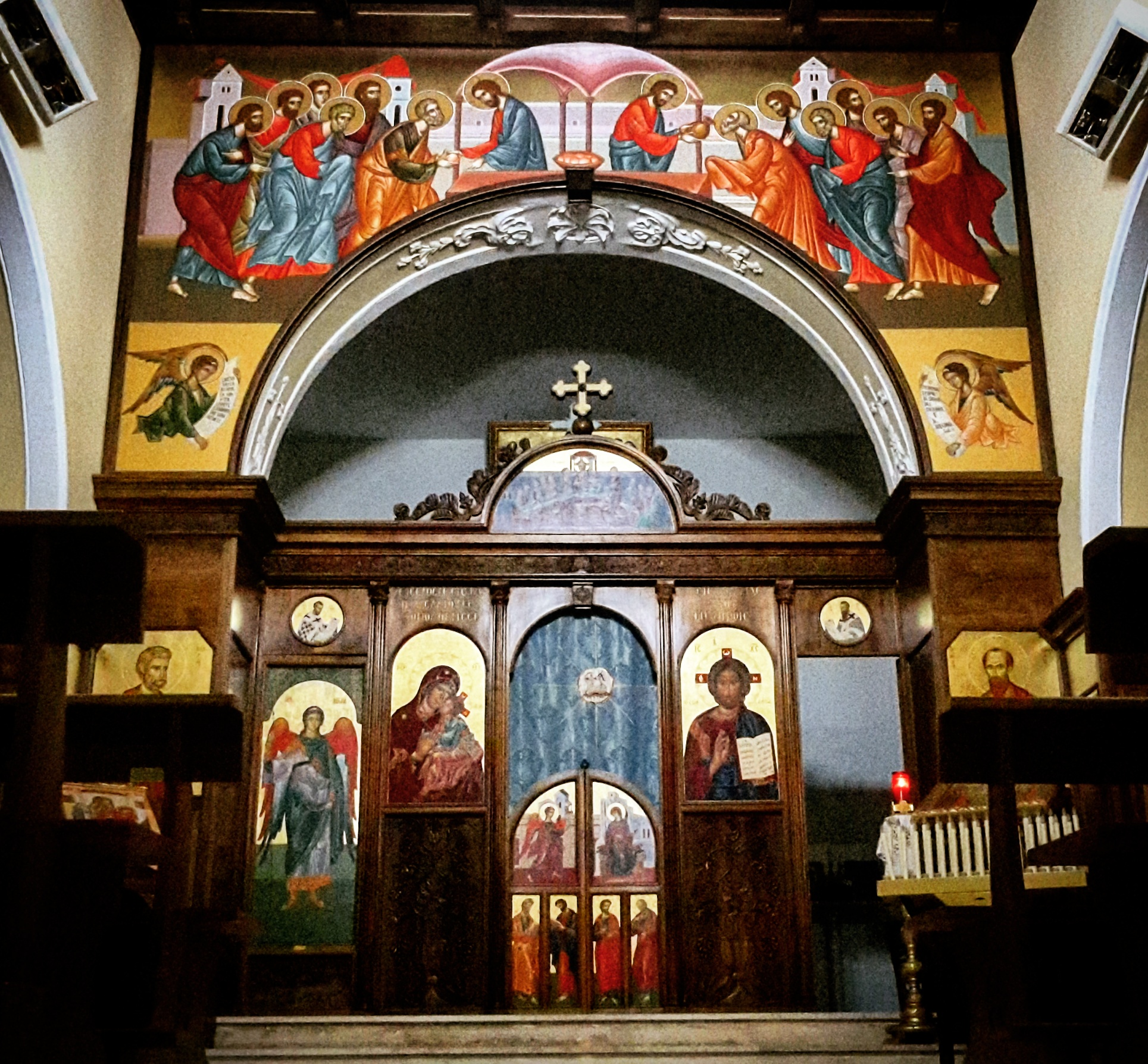
San Paolo Albanese, chiesa Madre Esaltazione Santa Croce

L’essere stati sufficientemente lontani dalla sede della diocesi di Anglona, in Tursi, sotto la cui giurisdizione ricadeva la comunità, ha consentito il mantenimento del cerimoniale del rito a San Paolo Albanese. Nell’arco del tempo si è avuta, però, commistione di riti, tanto che la Chiesa “Esaltazione Santa Croce” ed anche la Cappella di San Rocco, nell’architettura, non rispondono alla struttura a croce greca, bensì hanno navate e altari laterali. L’ultimo restauro della Chiesa “Esaltazione Santa Croce” ha portato alla luce un affresco, posto su un altare della navata laterale destra, in cui è dipinto il calice con l’ostia: la particolarità sta nel fatto che l’ostia non è tonda ma quadrata e reca una scritta in greco (Iesùs Cristòs Nikà): la presenza della scritta in greco e la forma quadrata dell’ostia consentono di poter affermare che la chiesa è stata adoperata per dire messa in rito greco.
Nel rito greco-bizantino non è contemplata la presenza di statue di Santi, ma solo di icone: a causa della mistione di riti, verificatasi nei secoli, a San Paolo si fanno processioni con statue. A San Paolo Albanese, ancora oggi, durante la processione del Santo Patrono alcuni uomini fanno ballare la falce davanti al grande trono votivo, himunea, realizzato da 360 bouquets di grano tenero e grano duro. Ernesto De Martino, per San Giorgio Lucano, ne ha descritto nella “messe del dolore” tutti i passaggi, dalla ricerca del capro espiatorio fino alla sua uccisione. A San Paolo Albanese si è conservata solo la fase del ballo della falce, che comunque evidenzia le integrazioni dei riti di propiziazione di Cerere e Demetra nel rito bizantino. La presenza del ballo della falce potrebbe accreditare anche la tesi sul primo insediamento degli Albanesi non nel territorio attuale bensì nel territorio di San Giorgio Lucano. 
L’iconografo che realizza le pale deve avere una profonda conoscenza della teologia e della tecnica di realizzazione (dalla scelta del legno, privo di nodi e non resinoso, alla tecnica pittorica dell’illuminazione); nell’icona manca la prospettiva (profondità), essa è scritta (dipinta) con la tecnica dell’illuminazione, vale a dire, con stratificazione di colori, dal più scuro per arrivare più chiaro; i colori non sono scelti per ottenere un effetto cromatico gradevole, ma la scelta è vagliata in funzione del simbolismo (oro/paradiso, rosso/divinità, blu/umanità). 
Esistono diversi tipi di icone: 
- DÈISIS = preghiera;
- TEOTÒKOS = madre di Dio;
- PLATYTERA = più ampia dei cieli poiché ha portato in grembo il Signore;
- GLIKOPHILÒUSA = vergine della tenerezza;
- ODIGITRIA = immagine della Teotòkos che regge su una delle due braccia il bambino, mentre con l’altra lo indica come la Via da seguire, Ella suggerisce all’uomo di seguire la strada che Gesù è venuto a tracciare per lui.

Il rito bizantino consente ai suoi preti di contrarre matrimonio prima dell'ordinazione, la comunione viene distribuita con pane e vino anche ai laici, è presente nella chiesa l'Iconostasi, una struttura di tipo murario o in legno impreziosita da icone, il calendario liturgico (Giuliano) del rito greco-bizantino non corrisponde completamente con quello (Gregoriano) latino. Per fare un esempio, vengono commemorati i defunti non solo a novembre, ma anche nell’ultima settimana del carnevale; la festa dell’Esaltazione della Santa Croce, nel calendario liturgico bizantino, rientra tra le feste dispotiche, vale a dire dedicate al Signore e ricorre il 14 settembre.
Solo nel secolo scorso sono state istituite Eparchie specifiche: Benedetto XV istituì l’Eparchia di Lungro nel 1919; Pio XI istituì l’Eparchia di Piana degli albanesi nel 1937. La Chiesa “Esaltazione Santa Croce” è stata edificata nel XVIII secolo (1721), sembrerebbe, dopo l’ultimo restauro, su preesistente edificio religioso; anche la Cappella dedicata a San Rocco la cui data di costruzione, MDCXIV (1614) è incisa, in numeri romani, al centro dell’arcata che divide il vima (bema) dalla navata, risulta edificata su precedente edificio religioso, il cui corpo era la parte del presbiterio.

### Il rito del matrimonio

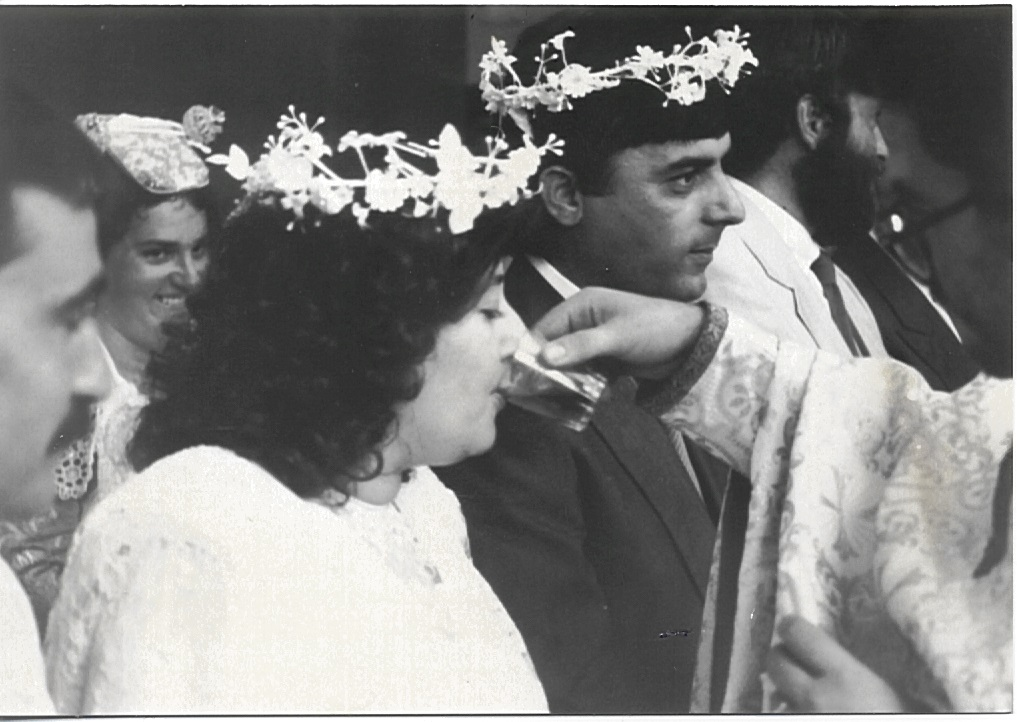
Gli sposi bevono dal calice comune

Il matrimonio è la cerimonia religiosa e civile, che conserva il maggior fascino nella tradizione di San Paolo Albanese.
Il matrimonio si svolgeva e si svolge con un cerimoniale particolare, tipico dell’etnia d’origine. Due settimane prima del matrimonio vengono fatti gli inviti agli ospiti. Il giovedì precedente la preparazione del letto degli sposi. In tempi passati c’era una settimana completamente dedicata al confezionamento dei dolci, da offrirsi il giorno del matrimonio.
Uno degli aspetti peculiari del matrimonio, a carico della famiglia della sposa, è la preparazione del “Tarallo della sposa - Taralj i qethur”, che viene consumato durante la cerimonia religiosa. In passato, il pomeriggio del giovedì, dopo la visione del corredo della sposa e la preparazione del letto, la vallja dello sposo e della sposa, cortei di donne abbigliate con l’abito di gala arbëresh, giravano per il paese cantando (kurrëxhinën). La mattina del matrimonio gli ospiti si recano rispettivamente dallo sposo o dalla sposa per un rinfresco; a mescere il vino per gli ospiti e a fare gli onori di casa troveranno un congiunto riconoscibile perché porta appoggiata sulla spalla sinistra una tovaglia bianca con le frange e nelle mani una grossa caraffa (kartuçia) di terracotta. Poi, dalla casa della sposa muove un corteo di ospiti che va a prendere lo sposo.
La sfilata accresciuta, successivamente, dagli invitati dello sposo ritorna alla casa della sposa. Sarà il padre della sposa ad accogliere il futuro genero ponendogli la domanda: “Do nuse o skëmandilj?” (Vuoi la sposa o la dote?). Risposta gradita e bene accetta è: “Donja nusën e skëmandiljin!” (La sposa e la dote!). Un congiunto dello sposo entra in casa per invitare la sposa a seguirlo, simulandone il ratto, poiché il suo posto è nella nuova famiglia. 

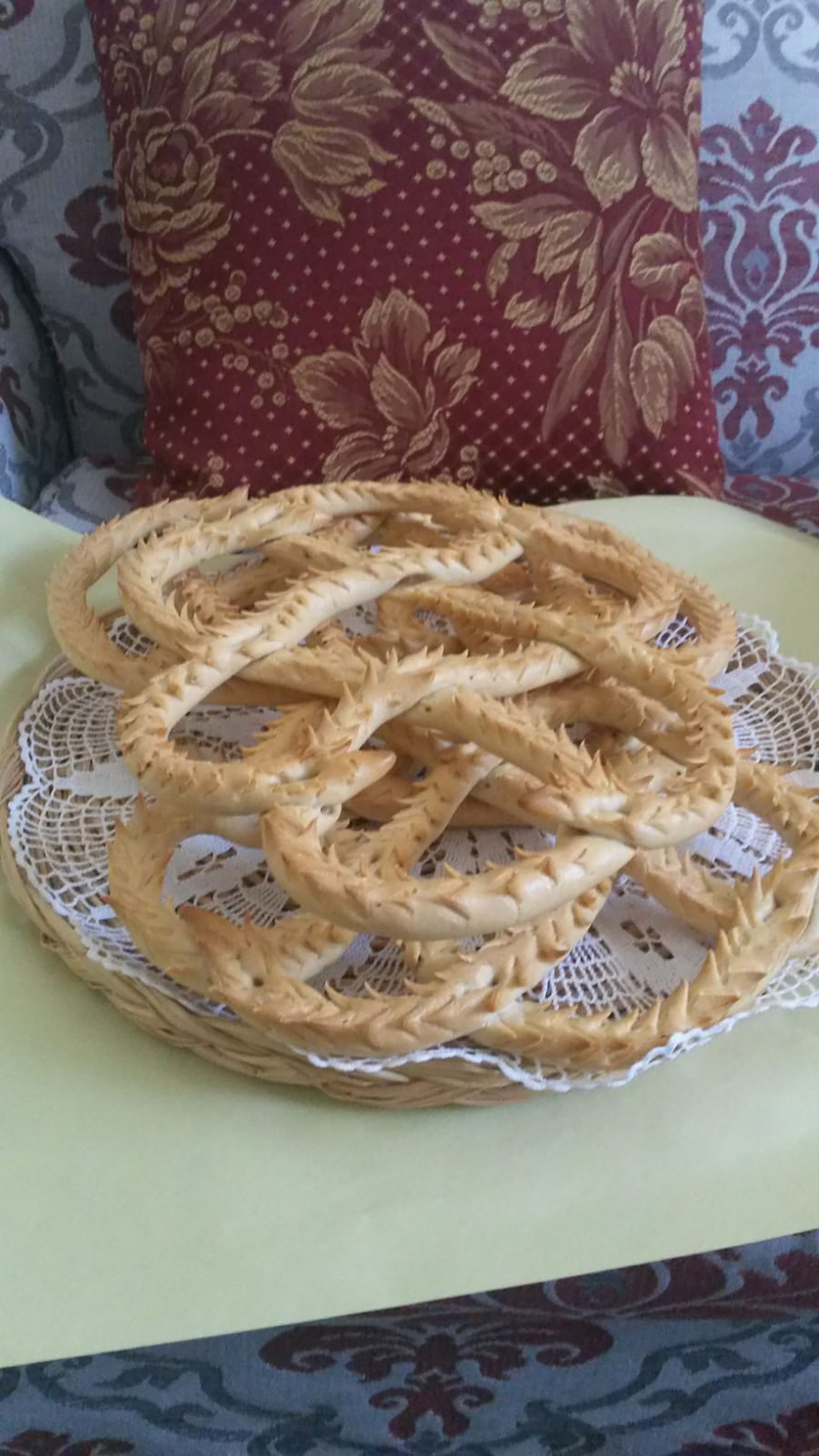
“Tarallo della sposa - Taralji i qethur”

Gli sposi partono separatamente; solo sulla soglia della chiesa la sposa prenderà il braccio dello sposo, a cui il primo testimone slaccerà una scarpa, che sarà riallacciata alla fine della cerimonia. Sulla soglia, dove li attende il sacerdote, con due candele accese, pronunceranno il loro “sì” alla presenza dell’officiante e dei testimoni (sempre in numero dispari: tre, cinque,...). Durante la funzione religiosa, in rito bizantino, molto suggestiva e simbolica è la parte dello scambio degli anelli (gli sposi arbëreshë porgono la mano destra all’anello nuziale), con la recita della formula augurale: “Rrofshi, ljuljëzofshi e më mos u martofshi” (Viviate a lungo, fiorite e più non sposatevi) e dell’apposizione sulla testa degli sposi di corone di fiori, che vengono incrociate, così come le vere nuziali, per tre volte dal sacerdote e dai testimoni. La corona è qualcosa che completa, perfeziona, dà splendore e gloria. Ciascuno degli sposi riceve l’altro come corona, cioè come perfezionamento, completamento, splendido ornamento.
In segno della nuova unione, il sacerdote porge agli sposi, un pezzo del “Tarallo della sposa - Taralji i qethur”, e del vino che bevono dal “calice comune” che subito dopo viene frantumato, quale simbolo della totale ed esclusiva fedeltà perenne. Segue una vera e propria danza liturgica, detta “danza di Esultanza”, in cui il sacerdote, gli sposi ed i testimoni, partendo dalla postazione centrale si muovono lungo la navata laterale di sinistra e rientrano attraverso la navata centrale, testimonianza e simbolo del lungo percorso di vita in Cristo, che la nuova famiglia è chiamata a dare di fronte a tutto il popolo, rischiarato dalla luce della fede (le candele) e col sostegno della religione (il sacerdote).
All’uscita dalla chiesa il corteo nuziale si avvia alla casa dello sposo, dove nusja (la sposa) è accolta dalla suocera con la recita di una poesiola (kënkën) in rima baciata, preparata per l’occasione. I festeggiamenti tradizionali, fino a qualche decennio fa, prevedevano, la notte della vigilia del matrimonio, la serenata alla sposa al suono delle zampogne, attualmente vengono usati anche altri strumenti. Il matrimonio è uno dei momenti più suggestivi e coinvolgenti della tradizione arbëreshe, cui partecipa tutto il paese, ed è, anche, una delle occasioni importanti in cui le donne albanesi indossano l’abito di gala e fanno corona agli sposi.

### L'abito tipico

#### Il costume maschile
Di foggia molto sobria è costituito dai pantaloni (tirqit) in tessuto di lana, corti di colore nero, abbottonati sul lato all'altezza del ginocchio; la camicia (këmisha) in cotone, bianca, con collo tondo, impreziosita da una piccola trina intorno all’abbottonatura, che arriva fino alla metà del petto; il gilet (xhipuni), di velluto rosso, ornato da una piccola bordura in filo madorato; il cappello (kapjelji) in velluto nero, di forma tonda, il fazzoletto (skëmandilji), da annodare intorno al collo, di cotone rosso, con piccoli motivi di colore bianco, generalmente di forma geometrica; degne di nota sono le calze (kalcjet) in lana bianca, lavorate a mano, ai cinque ferri.

#### L'abito e il costume femminile
Scriveva Norman Douglas in Old Calabria della Sposa albanese «scintillava di ornamenti e di ricami d’oro, al collo, alle spalle e ai polsi; un largo colletto di pizzo cadeva sopra il corpetto di seta purpurea; pure di seta, e del più smagliante verde, era la sottana a pieghe».
Gli abiti femminili sono da ritenersi un fiore all’occhiello per la comunità di San Paolo Albanese. Nel 2022 si contano ancora sette donne che quotidianamente vestono l’abito arbëresh (distinguendo chi indossa giornalmente l’abito da chi, occasionalmente, indossa il costume). La donna albanese è stata, nell’arco del tempo, sempre una donna elegante, imponente e maestosa, tanto da riuscire a distinguere nel suo guardaroba quattro abiti: abito da ragazza nubile, abito matrimoniale, abito di gala e abito giornaliero della donna sposata. Gli abiti, eccezion fatta per quello giornaliero, sono imponenti, fastosi, ricchi in decorazioni realizzate con applicazioni di gallone dorato, o impreziositi di ricami in filo madorato (filigrana in oro e argento). Alcune parti degli abiti sono comuni, altre invece sono differenti per i vari abiti di cui si è fatta menzione.

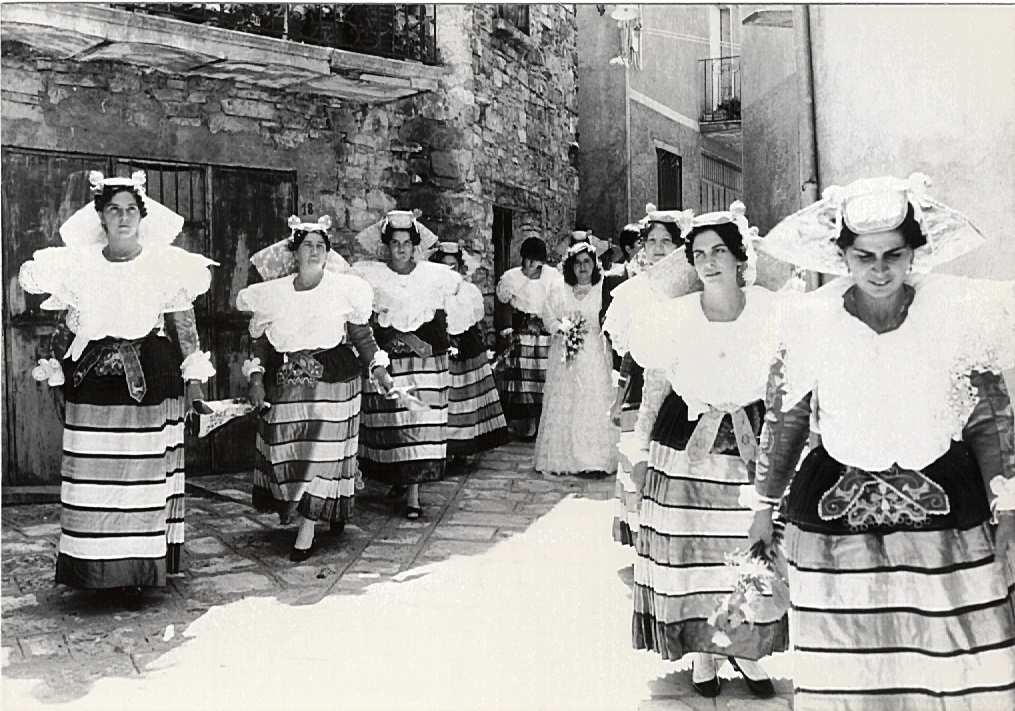
Vallja, corteo di donne in abito di gala, accompagna la sposa dalla suocera

Le parti comuni degli abiti e dei costumi sono le seguenti:
- La camicia (ljinja): il corpo, generalmente, in tessuto di cotone, (si può trovare ancora qualche capo realizzato in tessuto di ginestra), eseguita rigorosamente a mano in tutte le sue parti, può avere due o tre ordini di trine intorno allo scollo quadrato, nelle versioni più antiche, dell’abito di gala, gli ordini di trine sono stati realizzati in tulle lavorato con ricami (c’è ancora qualche capo con la mezza manica in tulle), nella versione attuale sono trine realizzate all’uncinetto in cotone; il polsino è guarnito in pizzo o in trina di cotone, secondo la versione osservata; è completamente sguarnito il polsino della camicia usata nella versione giornaliera dell’abito della donna sposata; l’attaccatura della manica all’altezza dell’omero è impreziosita da un motivo di ricamo (mbjedhmënget), che identico ma più sottile è riproposto poco sopra al polsino; il sottoseno (pitera) è arricchito da un ricamo realizzato a mano in modo più o meno elaborato, in considerazione di quale camicia dovrà ornare per un abbigliamento sontuoso o eventualmente uno più semplice.
- Il corpetto (xhipuni), che veniva e viene indossato sopra la camicia, nel tempo sono mutati anche i tessuti, i più vecchi sono in velluto, che risulta essere anche il meno costoso, ma si possono avere anche in damasco operato ed in seta laminata; sono impreziositi, quelli più antichi, dal gallone applicato, quelli più recenti sono, invece, arricchiti da ricami, il cui tema rispecchia la vita agro pastorale (spighe di grano e grappoli d’uva), eseguiti con filo madorato e/o filigrana d’oro e d’argento.
- La gonna plissettata (kamizolla), con piega i circa un centimetro di larghezza, in cotone rosso, nella versione semplice dell’abito giornaliero, sempre plissettata, con piega più larga, circa cinque centimetri, in tessuto di ginestra prima e in panno di lana nelle versioni più recenti, nell’abito dalla ragazza nubile l’elemento decorativo della gonna sono kliçet, l’intreccio delle fasce di raso che indicava, alla prima occhiata, lo stato civile di donna libera; oltre kliçet anche l’acconciatura dei capelli a vista, non coperti, intrecciati solo con una fettuccia, che le donne lavoravano al telaio, indicava la disponibilità a "trattative matrimoniali"; lo stesso tipo di plissettatura è presente anche nella gonna plissettata dell'abito di gala della donna sposata, varia, però, il motivo decorativo, che in questi abiti è realizzato con fasce orizzontali di circa sette centimetri di altezza, nella versione più antica le fasce erano realizzate al telaio in ginestra nel colore giallo con una piccola losanga centrale di colore verde o blu, nelle rielaborazioni più recenti dell’abito sono state sostituite con fasce di raso gialle e bianche in alternanza; le fasce indicavano il ceto sociale della donna, che scendeva e saliva con il matrimonio, il numero massimo di fasce era sei; comune, a tutti gli abiti (escluso quello giornaliero), era il motivo decorativo della bordura (taluni), di circa undici centimetri, posta sopra l’orlo della gonna plissettata; nel lutto la bordura diventava di colore nero.
- La fusciacca colorata (brezi), posta in vita, di materiali diversi (damashk e llamadhor); nell’abito matrimoniale la fusciacca assume proporzioni molto appariscenti, passando da una dimensione discreta ad una grandezza, decisamente, vistosa.
- Il coprispacco della gonna plissettata (vandera), che inizialmente ha una valenza solo di tipo funzionale, nel tempo, diventa motivo coreografico di grande eleganza (alcune portano il monogramma della proprietaria), tanto, quasi, da far dimenticare la sua motivazione di base; anche questo componente dell’abito, diventa, in quello matrimoniale, di dimensioni ad effetto maestoso.
- Le calze (kalcjet), sono in cotone, lavorate a mano, ai cinque ferri, generalmente sono calzettoni; possiamo trovare anche calze sopra il ginocchio, un’eleganza e una raffinatezza, non da esibire, ma del tutto privata.
- L’intreccio dei capelli (këshet), di forma diversa per la ragazza e per la donna sposata, i capelli venivano intrecciati con una fettuccia che le donne realizzavano al telaio.

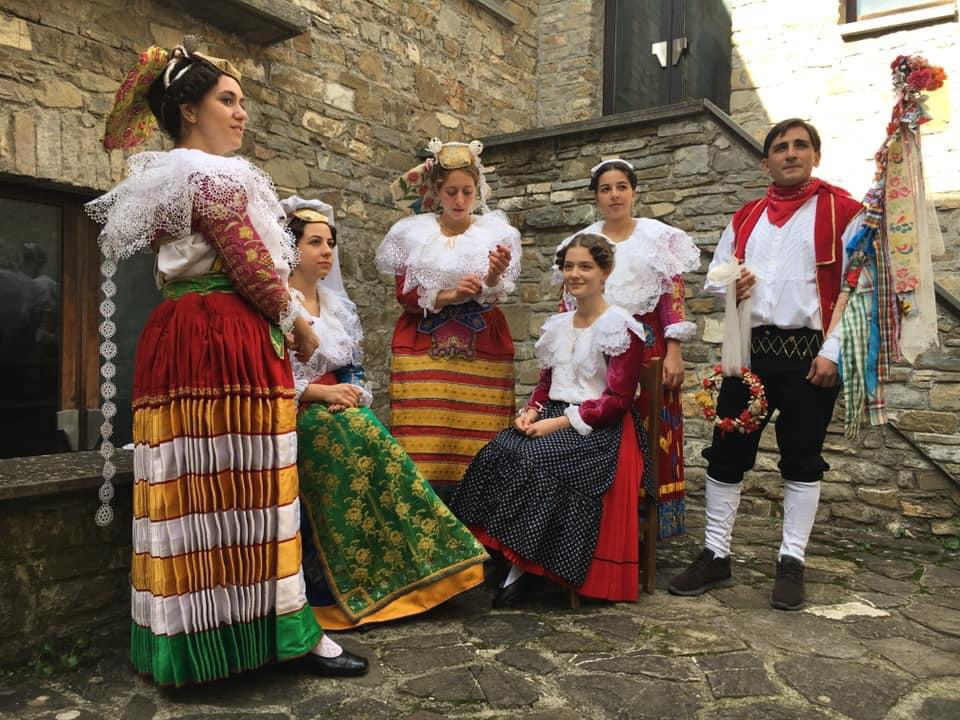
Shën Palji - San Paolo Albanese La sposa arbëreshe con amiche in abito tradizionale 01

Le parti non comuni degli abiti e dei costumi sono le seguenti: 
- Il fazzoletto di forma triangolare (skëmandilji), in cotone bianco, che viene utilizzato dalle donne sposate nella quotidianità, per coprire l’intreccio dei capelli.
- Il grembiule (vandilja), che scende dalla vita in giù fino all’orlo della gonna plissettata, dell’abito giornaliero della donna sposata, di colore blu con piccoli fiori o con motivi geometrici di colore bianco, nel lutto diventa di colore nero; se i rapporti familiari non erano strettissimi, ma si intendeva comunque portare un segno di lutto, si potava nero il cinturino (çindurini) del grembiule, che rimaneva di colore blu ed era separato dal grembiule stesso.
- L'equivalente del velo di forma rettangolare indossato dalle signore italiane (pana klishes), per recarsi in chiesa, variano i materiali di cui è fatta pana kljishes, tessuti sempre preziosi ulteriormente arricchiti con applicazioni, in particolare negli angoli, di gallone dorato.
- Keza, çofa e spingullatë, sono tre componenti dell’acconciatura dell’abito di gala della donna sposata, e nello specifico:
  - keza, è costituita di due parti, una di forma rettangolare, leggermente convessa, con angoli arrotondati sul davanti, l’altra, di forma triangolare, anch'essa leggermente convessa, le due parti che la compongono sono tenute insieme da una striscia di tessuto, è completamente ricoperta di ricami in filigrana d’oro e d’argento;
  - çofa, la cui forma ricorda quella di un ventaglio di struttura semi rigida, è appesa e legata, per la parte più stretta, al vertice del triangolo della kesa,  realizzata in tessuto prezioso, nel lutto veniva tutta ricoperta di stoffa nera;
  - spingullat, gli spilloni, sono il terzo elemento dell’acconciatura, realizzate filigrana d'argento, in cui sono incastonate pietre colorate di pasta vitrea, reggono, infilate in këshet, kezen e çofen.
- Napëza, motivo coreografico nell’abito della donna sposata, che dallo spillone posto sul lato sinistro scende sulla spalla al di sotto del corpetto, scivola ancora al di sotto della fusciacca, per aprirsi sul fianco, può essere di trina in cotone, oppure, negli abiti più antichi, quelli in cui si indossa la camicia in tulle è in tulle, nel lutto veniva tinta di nero.
- Skëmandilji me thek, fazzoletto, in tessuto prezioso, con pendagli, usato nella vallja per unire una donna all’altra nel corteo.
- Veli e spingullat, velo sorretto da due spilloni più piccoli di quelli che reggono l’acconciatura, sono anche questi d’argento e impreziositi di pietre in pasta vitrea.
- Coha, accessorio indossato sopra la gonna plissettata, di lunghezza pari alla gonna plissettata stessa, di colore blu, con la bordura del taluni di colore giallo, utilizzato solo nel giorno delle nozze.

## Società

### Evoluzione demografica
Abitanti censiti

### Tradizioni e folclore

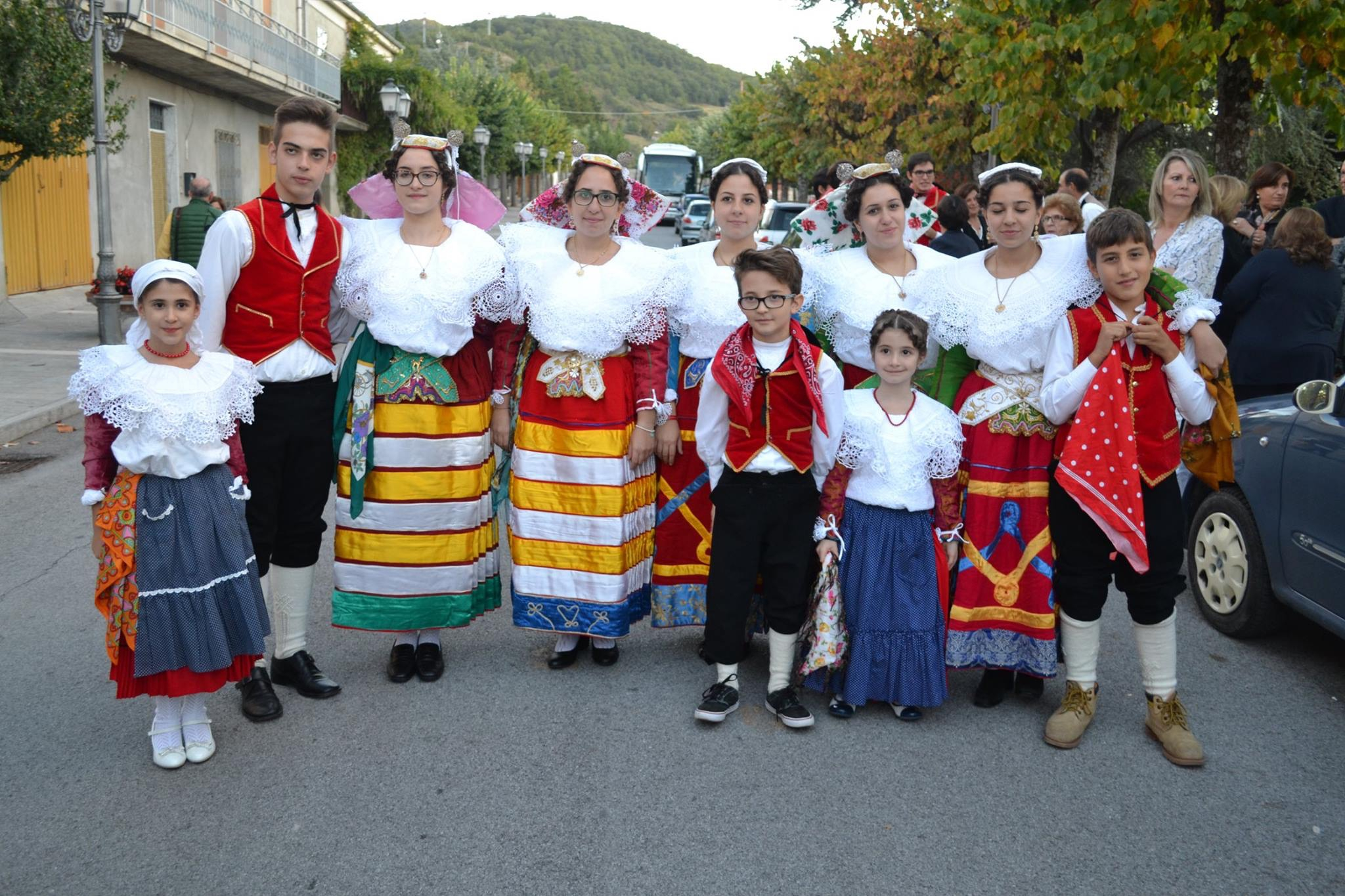
Sanpaolesi in abbigliamento arbëreshë

Il 16 agosto, giorno di San Rocco, a S. Paolo Albanese si svolge un rituale antico: in un sincretismo insolito e incompleto, la statua del santo di Montpellier viene preceduta da un tronetto votivo composto da spighe e ornato di nastri e fiori. La himunea simboleggia la cultura e la tecnologia legata alla coltivazione del grano e in quel giorno è oggetto di un culto che oltre a rappresentare la fine di un ciclo stagionale, è anche la riappropriazione di una conoscenza del mondo agricolo di una tecnica che garantisce la sopravvivenza della comunità stessa. Il tronetto di spighe è preceduto da mietitori che mimano la mietitura in una danza che è allo stesso tempo rituale di esorcismo delle forze avverse della natura e rappresentazione didattica di movimento efficace per mietere il frutto. Da visitare l'antica chiesa di San Rocco, costruita dai profughi albanesi, che conserva affreschi di autori ignoti e pregevoli icone bizantine.

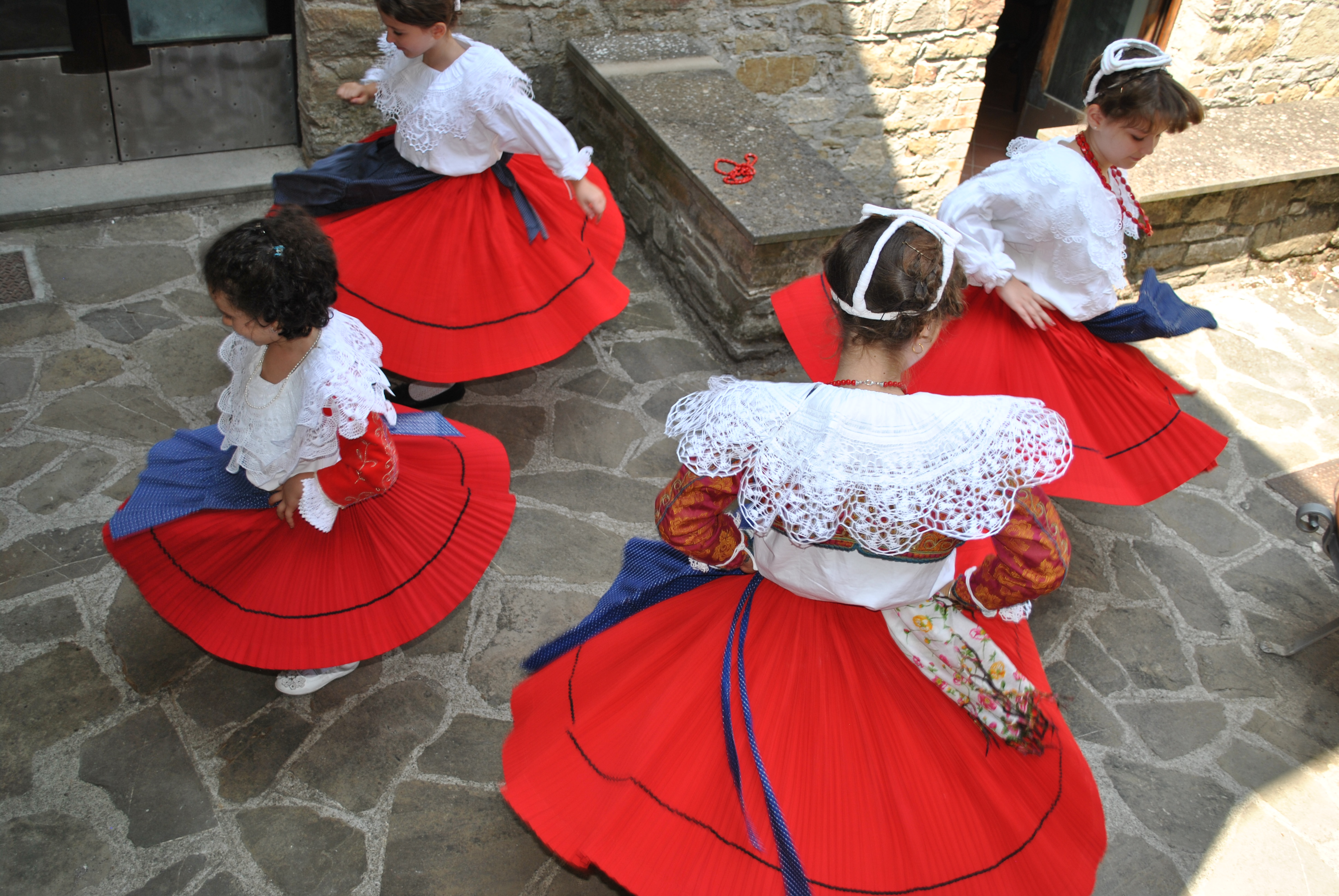
Bambine in costume giornaliero a San Paolo Albanese

Una manifestazione caratteristica, in occasione della festa di San Rocco, è quella del trasporto delle "grenje" (fascio di spighe di grano), portate a spalla durante la processione, al termine della quale giovani, anziani e gruppi folcloristici si esibiscono nel tipico ballo del "falcetto". La festa di S. Rocco e la danza del falcetto, il tronetto e il ratto delle spighe, sono riconducibili, presuribilmente, alle origini albanesi della comunità (i simboli come le spighe erano ricorrenti degli albanesi). L'arcaicità del rituale si pensa sia spiegata dal fatto che nel XV secolo fuggirono in Basilicata, Molise, Puglia, Calabria e Sicilia i diretti discendenti delle popolazioni proto albanesi, quali di Illiri, gli abitanti dell'attuale Albania, dell'Epiro e dell'Arcadia macedone.
Gli albanesi erano popolazioni profondamente legati alla cultura bizantina, detta volgarmente dai non arbereshe greca, e alle tradizioni orientali, nonché dal punto di vista religioso erano appunto ortodossi, religione legata a queste comunità, e che nei secoli ha dovuto accettare un legame con il Papa di Roma.
I culti di Cerere che pure sono diffusi nell'area meridionale e insulare, hanno perso lungo la strada molte delle simbologie arcaiche. I carri di spighe hanno perso il rituale legato alla tecnologia della raccolta, come è avvenuto a Mirabella Eclano in provincia di Avellino, o si sono spogliati dei simboli stessi, come ormai avviene con il carro della Madonna della Bruna a Matera, dove le spighe si sono trasformate in un simbolo più colto e religioso raffigurato in cartapesta. Come manifestazioni a metà tra il sacro e il profano viene abitualmente l'incendio dei "nusazit", fantocci di cartapesta rappresentanti la lotta tra il bene contro il male.
Caratteristici piatti tipici albanesi sono le shtridhelat.